# تريمينية
تريمينية (الاسم العلمي: Trimeniaceae) هي فصيلة نباتية تتبع رتبة الأستربيليات من طائفة الثنائيات الفلقة.

## أجناس
لهذه الفصيلة جنس واحد فقط هو:
- تريمينة